# Hassasna
Hassasna est une commune de la wilaya de Aïn Témouchent en Algérie.

## Géographie
|                  | Hammam Bou Hadjar; Sidi Boumedienne            | Tessala (Wilaya de Sidi Bel Abbès)        |
| Chentouf; Aghlal | Hassasna                                       | Sehala Thaoura (Wilaya de Sidi Bel Abbès) |
| Oued Berkeche    | Sidi Daho des Zairs (Wilaya de Sidi Bel Abbès) | Sehala Thaoura (Wilaya de Sidi Bel Abbès) |

## Histoire

### Époque coloniale française
La commune d'Hassasna est issue d'une partie du douar-commune de Oued Berkeche, douar compris dans la commune mixte d'Aïn Témouchent créée en 1874. Il est érigé en commune de plein exercice en 1957, sous le nom de Oued-Berkèches. 

### Époque de l'Algérie indépendante
En mai 1963, la commune disparaît et son territoire est intégré à la commune de Gaston-Doumergue. Reprenant son statut communal en 1964, elle est renommée Hassasna, alors que le nom de Oued Berkeche est affecté à l'ancienne commune de Gaston-Doumergue.